# Panajotis Liadelis
Panajotis Liadelis (gr. Παναγιώτης Λιαδέλης; ur. 7 grudnia 1974 w Wolosie) – grecki koszykarz występujący na pozycjach rozgrywającego oraz rzucającego obrońcy, po zakończeniu kariery zawodniczej trener koszykarski.

## Osiągnięcia
Na podstawie, o ile nie zaznaczono inaczej.

### Zawodnicze
Drużynowe
- Mistrz:
  - Eurocup (2003)
  - Rosji (2002)
  - Ukrainy (2007–2009)
- Wicemistrz:
  - EuroChallenge (2007)
  - Północnoeuropejskiej Ligi Koszykówki (2002)
- Zdobywca Pucharu:
  - Koracia (1997)
  - Grecji (1998)
  - Ukrainy (2008, 2009)
- Finalista Pucharu Grecji (2004)
- 3. miejsce w Pucharze Saporty (1994)
- 4. miejsce w Pucharze Saporty (1999)

Indywidualne
- MVP:
  - Pucharu Grecji (1998)
  - meczu gwiazd ligi ukraińskiej (2008)
  - kolejki Euroligi (1. – 2000/01, 9. – 2003/04)
- Obrońca Roku ligi greckiej (2000)
- Uczestnik greckiego meczu gwiazd (1996, 1997, 1999, 2004)
- Zaliczony do II składu Euroligi (2001)
- Lider strzelców ligi greckiej (2005)

Reprezentacja
Seniorów
- Uczestnik kwalifikacji do mistrzostw Europy (1997, 1999, 2001)

Młodzieżowe
- Wicemistrz Europy U–16 (1991)
- Uczestnik:
  - mistrzostw Europy U–22 (1996 – 6. miejsce, 1994 – 4. miejsce)
  - mistrzostw Europy U–18 (1992 – 4. miejsce)